# Jean Brunier

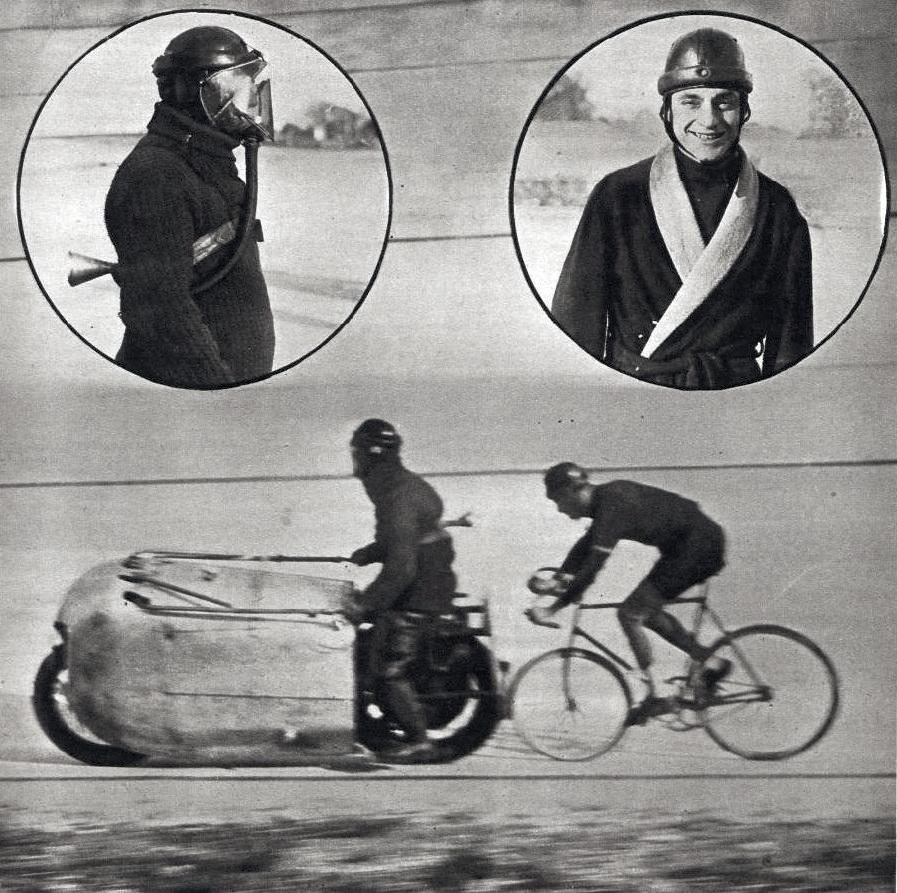
Jean Brunier 1925

Jean Brunier (* 9. Oktober 1896 in Paris; † 23. Juni 1981 ebenda) war ein französischer Radrennfahrer.
1922 wurde Jean Brunier französischer Meister im Straßenrennen (nachdem er im Jahr zuvor bereits die Meisterschaft der Amateure gewonnen hatte) und belegte Platz zwei bei der Flandern-Rundfahrt. 1923 gewann er Paris–Bourges und Paris-Soissons. 1927 wurde er französischer Meister im Steherrennen (bei der UCI-Weltmeisterschaft wurde er Fünfter im Steherrennen) und Dritter beim Pariser Sechstagerennen.